# Paweł Woicki
Paweł Woicki (Tomaszów Mazowiecki, 19 giugno 1983) è un pallavolista polacco.

## Palmarès

### Club
- Supercoppa polacca: 1

2012

### Nazionale (competizioni minori)
- Campionato mondiale under 21 2003